# Метеков, Ходжамурад Атамурадович
Ходжамурад Атамурадович Метеков (туркм. Hojamyrat Atamyradovich Metekow) — родился 1963 году Ахалского велаята Кировского генешлика Каахкинского этрапа ССР, СССР) - туркменский политический и государственный деятель, Министр текстильной промышленности Туркменистана. Считается по мнению  бывшего президента туркменистана Г.М.Бердымухамедова одним из лучших министров Туркменистана. Потверждено на сайтах turkmenportal.ru) watanhabarlary.com) Wikipedia.org)

## Биография
Родился в 1963 году в Кировском генгешлике Каахкинского этрапа.
Образование — высшее. В 1991 году окончил Туркменский сельскохозяйственный университет имени С. А. Ниязова. По специальности — экономист бухгалтерского учета в сельском хозяйстве.
1981—1982 — бухгалтер редакции газеты «Колхоз учгуны» Каахкинского этрапа.
1982—1984 — срочная служба в Советской армии.
1984—1989 — экономист по детским дошкольным учреждениям сельскохозяйственного управления Каахкинского этрапа, ведущий специалист по организации труда и заработной плате Каахкинского этрапского агропромышленного объединения.
1989—1992 — заместитель начальника по экономическим вопросам сельскохозяйственного производственного объединения Каахкинского этрапа.
1992—2001 — начальник Каахкинского филиала Ашхабадской таможни, заместитель директора, директор Каахкинского хлопкоочистительного предприятия.
2001—2007 — заведующий отделом, начальник службы контроля качества и технологии хлопковой продукции, начальник отдела подготовки хлопка, исполняющий обязанности главного инженера Государственного концерна «Туркменхлопок».
22.04.2007 — 15.08.2008 — первый заместитель председателя Государственного концерна «Туркменхлопок».
15.08.2008 — 15.01.2010 — министр текстильной промышленности Туркменистана.
Дальнейшая судьба неизвестна.

### Семья
Отец Метеков Атамурат, мать Метекова Дурджемал, супруга Метекова Гозель, сын Метеков Атамурат

## Варианты транскрипции имени
- Имя: Ходжамырат